# Diapetimorpha brethesi
Diapetimorpha brethesi är en stekelart som först beskrevs av Carlos Schrottky 1902.  Diapetimorpha brethesi ingår i släktet Diapetimorpha och familjen brokparasitsteklar. Inga underarter finns listade i Catalogue of Life.